# Gryponyx
Gryponyx – rodzaj zauropodomorfa żyjącego we wczesnej jurze i być może także w późnym triasie na terenach dzisiejszej Afryki. Gatunkiem typowym jest opisany przez Roberta Brooma w 1911 r. G. africanus, opisany na podstawie kręgów, kości obu dłoni, miednicy i kończyn tylnych odkrytych we wczesnojurajskich (hettang lub synemur) osadach formacji Elliot w południowoafrykańskim Wolnym Państwie. Broom zaliczył go do teropodów; późniejsi autorzy zaliczali go bądź do karnozaurów bądź też do prozauropodów. Galton i Culver (1976) uznali ten gatunek za młodszy synonim gatunku Massospondylus harriesi, który to gatunek był z kolei przez późniejszych autorów uznawany za młodszy synonim Massospondylus carinatus lub też uznawany za nomen dubium. Część późniejszych autorów również uznawała Gryponyx za młodszy synonim Massospondylus, inni natomiast ograniczali się do uznawania G. africanus za nomen dubium. Vasconcelos i Yates (2004) stwierdzili jednak, że kości G. africanus na tyle różnią się budową od kości M. carinatus, że uzasadnia to uznanie ich za odrębne gatunki należące do odrębnych rodzajów. Przeprowadzona przez autorów analiza kladystyczna wykazała, że Gryponyx nie był taksonem siostrzanym do rodzaju Massospondylus, lecz najbardziej bazalnym przedstawicielem rodziny Massospondylidae. Z analizy kladystycznej przeprowadzonej przez Lü i współpracowników (2010) wynika, że Gryponyx był siostrzany do kladu obejmującego rodzaje Massospondylus, Lufengosaurus i Coloradisaurus; natomiast z analizy przeprowadzonej przez Yatesa i współpracowników (2010) wynika, że Gryponyx był w nierozwikłanej trychotomii z rodziną Massospondylidae (Massospondylus, Lufengosaurus i Coloradisaurus) oraz z kladem obejmującym grupę Anchisauria i rodzaje Yunnanosaurus oraz Jingshanosaurus
Poza G. africanus opisano jeszcze dwa gatunki należące do rodzaju Gryponyx: G. transvaalensis, opisany na podstawie kości palca kończyny przedniej i kości środstopia odkrytych w późnotriasowych (późny karnik lub wczesny noryk) osadach formacji Bushveld Sandstone w Transwalu, oraz G. taylori, opisany na podstawie kręgów krzyżowych i obręczy miednicznej odkrytych we wczesnojurajskich osadach formacji Elliot w Wolnym Państwie; nie jest jednak pewne, czy gatunki te reprezentują ten sam rodzaj co G. africanus. Galton i Culver (1976) uznali G. taylori za młodszy synonim Massospondylus harriesi, natomiast w wypadku G. transvaalensis ograniczyli się do stwierdzenia, że prawdopodobnie należał on do prozauropodów i do uznania go za nomen dubium. Cooper (1981) uznał oba gatunki za młodsze synonimy Massospondylus carinatus, natomiast Galton i Upchurch (2004) uznali te gatunki za nomina dubia.